# Angourie Rice
Angourie Rice (1 januari 2001) is een Australische actrice.

## Biografie
Angourie Rice is afkomstig uit Melbourne. Haar vader, Jeremy Rice, is regisseur en haar moeder Kate is schrijfster. Haar zusje Kallioppe acteert ook. Voor ze met haar gezin naar Melbourne verhuisde, woonde ze ook in Perth en München.

### Carrière
Als kind acteerde Rice in verscheidene korte films. Op twaalfjarige leeftijd maakte ze haar filmdebuut in de Australische sciencefictionthriller These Final Hours. In 2016 brak ze door in de Hollywoodfilm The Nice Guys, waarin ze aan de zijde van Ryan Gosling en Russell Crowe acteerde. Enkele maanden na de release van The Nice Guys verwierf Rice ook een rol in de superheldenfilm Spider-Man: Homecoming (2017).